# Арачич, Вуле
Вукоман «Вуле» Арачич (серб. Вукоман Вуле Арачић; 20 июля 1924, Белград — 30 октября 1944, там же) — югославский сербский подпольщик, подпоручик сербских четников; сын инженера и политика Миливое Арачича, внук генерала Вукомана Арачича.

## Биография
Родился 20 июля 1924 года в Белграде. Окончил в 1941 году мужскую гимназию имени короля Александра I Карагеоргиевича (пятый выпуск). С 1941 по 1944 годы был членом белградского монархического подполья и тайным агентом Югославских войск на родине. Член Югославской равногорской молодёжи; 1 марта 1944 начал обучение на курсах военной подготовки в Бубань-Потоке. В мае 1944 года перебрался на Равну-Гору, где в течение трёх месяцев учился в школе офицеров запаса в Браичах и, успешно сдав экзамены, получил звание подпоручика (младшего лейтенанта) запаса.
С июля 1944 года Вуле служил в Авалском корпусе и командовал ротой, располагавшейся в окрестностях местечка Гроцка. В сентябре 1944 года он переплыл Дунай и добрался до монастыря Войловица недалеко от Панчева, где установил связь с патриархом сербским Гавриилом и владыкой Николаем. Попытался организовать их побег, однако попытка провалилась, а сам Вуле был смертельно ранен и от последствий ранений умер 30 октября 1944.
Похоронен в семейном склепе Арачичей на Белградском новом кладбище.